# Burkhart Müller-Hillebrand
Burkhart Müller-Hillebrand (1904-1987) est un général allemand. Durant la Seconde Guerre mondiale, il commanda notamment la 16e Panzerdivision. Après guerre, il poursuivit sa carrière dans la Bundeswehr, commandant finalement la 1re Panzergrenadierdivision dans le cadre de l'OTAN.

## Biographie
Fils d'un officier allemand, Burkhart Müller-Hillebrand naît le 26 décembre 1904 à Dieuze, dans le district de Lorraine, une zone alors fortement militarisée du Reich allemand. Après son Abitur, le jeune Burkhart s'engage dans la Reichswehr. Après sa formation d'officier, il est promu Leutnant, sous-lieutenant, en 1926. Il sert au 16e Reiter-Regiment, comme Regimentsadjutant, officier d'encadrement, jusqu'en 1934. De 1934 à 1936, Müller-Hillebrand suit une formation d'état-major à la Kriegsakademie de Berlin. À la veille de la Seconde Guerre mondiale, Burkhart Müller-Hillebrand est affecté à l'OKH, l'état-major de la Heer.

### Seconde Guerre mondiale
De 1939 à 1940, Müller-Hillebrand sert comme officier d'état major à la 93e Infanterie-Division. Après la Bataille de France,  Müller-Hillebrand est affecté à l'état-major à Berlin, comme aide-de-camp du général Franz Halder. Promu Oberstleutnant, lieutenant-colonel, Müller-Hillebrand dirige le département " Organisation " à l'état-major des armées. En mars 1943, il prend brièvement le commandement de la 16e Panzerdivision. Promu Oberst, colonel, il prend le commandement du 24e Panzerregiment qui se bat sur le front russe. Le 11 février 1944, le colonel Müller-Hillebrand reçoit la Croix allemande, en or, pour son action sur le front. 
D'avril à septembre 1944, Müller-Hillebrand sert au commandement général du XXXXVIe Panzerkorps, le 46e corps de blindés. Le 1er septembre 1944, Müller-Hillebrand est nommé chef d'état-major de la 3e Panzerarmee, qui opère sur le front Est. Il est promu Generalmajor à ce poste le 1er février 1945. Bien qu'il sache la guerre perdue, et contrairement à son compatriote Richard von Bothmer, Müller-Hillebrand poursuit les combats. Fait prisonnier dans le secteur de Schwerin-Wismar le 3 mai 1945, le général Müller-Hillebrand part en captivité dans un camp britannique.

### Guerre froide
Après deux ans de captivité, Burkhart Müller-Hillebrand est relâché. En avril 1948, il collabore avec la division historique de l'armée américaine, qui, dans le cadre de la dénazification de l'Allemagne, publie des travaux sur la Seconde Guerre mondiale. Ces travaux lui permettent de s'engager en 1955 dans la Bundeswehr, la nouvelle armée de la RFA, avec le grade de Brigadegeneral, général de brigade. Il poursuit sa carrière militaire avec le sens du devoir et sans demi-mesures. Promu Generalleutnant en 1961, Müller-Hillebrand est affecté à Paris au SHAPE, le Grand quartier général des puissances alliées en Europe. Le 31 mars 1965, le général de division Müller-Hillebrand fait valoir ses droits à la retraite et quitte l'armée d'active. 
Burkhart Müller-Hillebrand décédera à Freudenstadt, dans le Bade-Wurtemberg, le 16 février 1987.

## Publications
- Das Heer 1933–1945. Entwicklung des organisatorischen Aufbaues.
  - Band I: Das Heer bis zum Kriegsbeginn. Mittler, Darmstadt, 1954.
  - Band II. Die Blitzfeldzüge 1939-1941. Das Heer im Kriege bis zum Beginn des Feldzuges gegen die Sowjetunion im Juni 1941. Mittler, Frankfurt am Main, 1956.
  - Band III. Der Zweifrontenkrieg. Das Heer vom Beginn des Feldzuges gegen die Sowjetunion bis zum Kriegsende. Mittler, Frankfurt am Main, 1969.

## Décorations
- Deutsches Kreuz in Gold (11 février 1944)[2]

## Sources
- Burkhart Müller-Hillebrand, in: Internationales Biographisches Archiv 29/1970 du 6 juillet 1970, Munzinger-Archiv.